# Armande de Polignac
Armande de Polignac (París, 8 de enero de 1876 - 1962) fue una compositora francesa, sobrina del príncipe Edmond de Polignac y su esposa Winnaretta, los patrones de Maurice Ravel, Ígor Stravinsky y Darius Milhaud. Estudió en París con Eugène Gigout, Gabriel Fauré y Vincent d'Indy en la Schola Cantorum; y en esa época de sus estudios conoció al acaudalado conde de Chabanne la Palice, con quien contrajo matrimonio.
Su mayor inclinación era el cultivo de la música teatral y escribió numerosas óperas, ballets y oratorios. Entre las primeras es posible mencionar:
- Morgana;
- El hipócrita santificado;
- Judith (1915);
- Chiméres (1923); y
- Urashima (1927), de temática japonesa.

Y entre los ballets:
- Las mil noches y una noche;
- La fuente lejana, con aires persas; y
- La búsqueda de la verdad, con ambiente chino.

De la música de cámara se pueden mencionar su Quinteto con piano, la Suite el viajero para cuarteto de cuerda, su sonata para violín y piano y numerosas canciones, en particular las incluidas en el ciclo La flauta de jade.